# L'ocell nacional
L'ocell nacional (títol original en anglès, National Bird) és un documental estatunidenc del 2016 dirigit i produït per Sonia Kennebeck. Wim Wenders i Errol Morris en són els productors executius. S'ha emès al canal 33 doblat al català.
La pel·lícula va tenir la seva presentació mundial al Festival Internacional de Cinema de Berlín l'11 de febrer de 2016. Es va estrenar als Estats Units l'11 de novembre de 2016 amb la distribució de FilmRise.

## Sinopsi
La pel·lícula se centra en tres alertadors que parlen sobre l'ús dels vehicles aeris no tripulats comunament anomenats drons.

## Estrena
La pel·lícula es va estrenar al Festival Internacional de Cinema de Berlín el 14 de febrer de 2016. Poc després, FilmRise va adquirir els drets de distribució de la pel·lícula als Estats Units. També es va projectar al Festival de Cinema de Tribeca el 16 d'abril del mateix any. La pel·lícula es va estrenar als Estats Units l'11 de novembre de 2016. Es va emetre a Independent Lens l'1 de maig de 2017.